# Now (rivista canadese)
Now (stilizzato nel titolo come NOW) è un settimanale alternativo gratuito e un giornale online di Toronto, Ontario, Canada.

## Storia
Fu pubblicato per la prima volta il 10 settembre 1981 da Michael Hollett e Alice Klein. NOW è un settimanale alternativo con notizie di cultura, arte e intrattenimento. NOW viene distribuito nelle stazioni della metropolitana, nei caffè, nei negozi di varietà, nei negozi di abbigliamento, nei ristoranti, nei cinema alternativi e nei contenitori dedicati.
Il sito web del periodico è online dal 1993, prima come now.com e poi come nowtoronto.com dal 2000.
NOW è stato di proprietà di Hollett e Klein fino al 2016, quando Hollett ha venduto la sua quota dell'azienda a Klein e ha lasciato il giornale per concentrarsi su North by Northeast, festival di cui è presidente e fondatore.
Nel 2019, NOW Communications di Klein ha venduto NOW a Media Central Corporation per 2 milioni di dollari. Klein è rimasto con il giornale come "Chief Editorial Strategist". Poche settimane dopo, Media Central Corporation ha anche annunciato un accordo per acquisire la pubblicazione simile di Vancouver The Georgia Straight.